# Mestborstelbekertje
Het mestborstelbekertje (Cheilymenia stercorea) is een schimmel uit de familie Pyronemataceae. Hij komt voor op gras- en hooilanden op uitwerpselen van runderen (meestal koeien).

## Kenmerken

### Uiterlijke kenmerken
Exemplaren verschijnen als oranjerode schijven met een diameter tot 3 mm. Het binnenoppervlak (hymeniale) is oranje tot oranjegeel, het buitenoppervlak is oranje en ruw, bedekt met geelbruine haren

### Microscopische kenmerken
Randharen 150–700 (–1000) × 10–25 µm, recht, naaldachtig, de top gewoonlijk toegespitst, dikwandig, gesepteerd, met een brede basis met een diameter van ongeveer 50 µm. Basale haren stervormig, met (2–) 3–5 (–6) takken, takken 40–160 (–180) × 6–15 µm, stekelig. Een wand bestaande uit bolvormige, dunwandige cellen met een diameter tot 35 µm, met een binnenlaag van met elkaar verweven hyfen. In het hymenium onvertakte parafysen met een diameter tot 3,5 µm, met een oranje carotenoïdepigment, een knotsachtige top met een diameter van ongeveer 6 µm. Asci, achtsporig, 180–240 × 11-14 µm, cilindrisch, met een taps toelopende steel, de top afgerond tot afgeknot, tamelijk dunwandig, niet gekleurd met jodium. Ascosporen min of meer schuin gerangschikt in enkele rijen, 16–22 (–24) × (8,5–) 9–12 µm, cilindrisch-ellipsvormig, kleurloos, glazig, glad, tamelijk dunwandig, met een epispore die kan loslaten bij verhitting in zuur melkzuur.

## Gelijkende soorten
- Cheilymenia fimicola produceert ook kleine, oranje bekers met marginale haartjes, maar de haren zijn recht, gescheiden, taps toelopend naar het uiteinde en alleen vertakkend aan de basis. Bovendien zijn bij Cheilymenia fimicola alle haren hetzelfde.
- Cheilymenia theleboloides, die af en toe in paardenmest wordt aangetroffen, is bleekgeel en heeft onopvallende, bijna glazige haren.
- Cheilymenia granulata produceert oranje mestbekers, maar mist marginale haren en heeft een ruw buitenoppervlak.
- Scutellinia scutellata produceert feloranje, komvormige vruchtlichamen met duidelijke randharen, maar komt voor op rottend hout en niet op mest

## Verspreiding
Het mestborstelbekertje wordt gevonden in Europa en Noord-Amerika. In Nederland komt het vrij algemeen voor. Het staat niet op de rode lijst en is niet bedreigd.